# Lloyd Adriatico
Lloyd Adriatico è stata una compagnia assicuratrice italiana arrivata a contare, complessivamente 2,5 milioni di clienti e quasi quattro milioni di polizze. È stata tra i primi promotori di fondi pensione aperti.

## Storia dell'azienda
Il Lloyd Adriatico viene fondato a Trieste il 28 marzo 1936, per volontà di Ugo Irneri: capitale sociale 20.000 lire. La compagnia ha la sua prima sede al numero 4 di piazza Tommaseo, uno dei luoghi che evocano la Trieste di Joyce e Svevo.
A metà degli anni cinquanta, viene raggiunto e superato il primo miliardo di premi.
Il 1964 è l'anno di un'importante svolta: nasce quello che diventerà un "cavallo di battaglia" nella responsabilità civile automobilistica, cioè la "polizza quattroruote (4R)". Anticipando la personalizzazione dell'RC Auto, la polizza 4R era basata sul principio della compartecipazione dell'assicurato, in caso di sinistro, tramite l'applicazione di una franchigia fissa che andava detratta dal valore del danno risarcibile a termini di polizza, il che consentiva alla compagnia assicuratrice di praticare ai clienti un premio decisamente inferiore a quello praticato dalla concorrenza per polizze prive di franchigia.
Nel giugno 1987 l'inaugurazione della nuova sede. L'imponente palazzo, progettato dagli architetti Celli e Tognon, è stato definito un "edificio per la città" per la coerenza che riflette lo stile architettonico della Trieste neoclassica sette-ottocentesca. Il palazzo – che trova sede nella zona residenziale del quartiere San Vito, accanto alla zona verde di Sant'Andrea – s'inserisce nell'urbanizzazione con armonia e nel contempo presenta le più moderne tecnologie dell'edilizia.
Nel 1995 il Lloyd Adriatico entra nella "galassia" Allianz tedesca, uno tra i principali attori assicurativi a livello europeo e mondiale.
Il 1º ottobre 2007 Allianz ha attuato una riorganizzazione che ha portato alla nascita di Allianz S.p.A., che ha integrato le preesistenti controllate Lloyd Adriatico, RAS e Allianz Subalpina, divenute divisioni di Allianz Spa. Il marchio Lloyd Adriatico è stato così sostituito dal marchio Allianz Lloyd Adriatico.